# Quando l'Italia tollerava
Quando l'Italia tollerava è una raccolta di racconti curata dallo scrittore Giancarlo Fusco pubblicato per i tipi dell'editore Nanni Canesi di Roma nel novembre del 1965, pp. 388, 36 tavole a colori e 55 foto, tela editoriale con sovra-copertina illustrata.
Alla sua uscita, la raccolta fu accolta tiepidamente dalla critica ma, nonostante questo, tutte le copie andarono esaurite in breve tempo, tanto da impedire al libro di giacere sugli scaffali dei vari remainder italiani, come forse per una pubblicazione di questo tipo ci si sarebbe potuti aspettare, considerato anche il prezzo di copertina non indifferente (diecimila lire, in un'epoca in cui i quotidiani ne costavano cinquanta e in trattoria si mangiava bene con poco più di mille).
Il libro, la cui prefazione fu curata dallo stesso editore Canesi, oltre ad un lungo scritto introduttivo dello stesso Fusco, raggruppa sedici racconti-testimonianza, più o meno brevi, di alcune delle penne migliori dell'epoca: Alberto Bevilacqua, Dino Buzzati, Alberto Consiglio, Giovanni Comisso, Italo Cremona, Gustavo D'Arpe, Ilario Fiore, Sadio Garavini, Fausta Leoni, Mino Maccari, Franco Pattarino, Ercole Patti, Luigi Silori, Mario Soldati, Vincenzo Talarico, Cesare Zavattini.
Tutti i racconti sono incentrati su aneddoti legati al mondo dei casini, le case di tolleranza aperte in Italia - a quanto sostiene Fusco - già nel 1432 e che saranno chiuse definitivamente nel 1958 dalla legge Merlin, dal nome della sua proponente, la senatrice socialista Lina Merlin .
Di particolare bellezza narrativa, si segnalano i racconti Come fece Erostrato di Buzzati, In via Panico di Zavattini, La "casa" di guerra di Atene di Silori, L'uscio del batticuore di Soldati. Il libro è illustrato da moltissime riproduzioni, in bianco e nero e a colori, di opere di Mino Maccari, che ha collaborato anche con una testimonianza.
Il libro è stato ristampato, nel 1995, dall'editore Neri Pozza, ma anche questa edizione è andata rapidamente esaurita.